# Gene Snitsky
Eugene Alan Snisky (født d. 14. januar 1970) er en amerikansk fribryder som er mest kendt for at kæmpe under navnet Snitsky for World Wrestling Entertainment på RAW.

## Biografi
Snitsky blev trænet af Afa Anoai på The Wild Samoan's Wrestling School i Philadelphia. Han wrestlede derfor for skolens egen wrestling promotion, wXw, hvor han blev populær, og fik udgivet en DVD med sine bedste kampe. Snitsky blev tilbudt en kontrakt af WWE, og optrådte i en længere periode på WWE's udviklings territorie, Ohio Valley Wrestling, som "Mean" Gene Snitsky". 
I 2004 debuterede Snitsky på RAW i en kamp mod Kane, og blev berygtet da han slog Kane med en stol i ryggen, så Kane væltede ind i sin "kone" Lita der var "gravid". Litas barn døde, og Kane indledte en fejde mod Snitsky for at få hævn, mens Snitsky igen og igen påstod at det ikke var hans skyld. Efter fejden mod Kane, og en stor main event kamp ved WWE Survivor Series forsvandt Snitsky så småt igen. Han havde nogle mindeværdige øjeblikke med SmackDown! wrestleren Jon Heidenreich, og i slutningen af 2005 og starten af 2006 dannede han et tag team med Tyson Tomko. 
Snitsky blev for det meste brugt i komiske indslag, indtil han vendte tilbage til ringen på ECW, med et helt nyt look. Han var nu skaldet, og glatbarberet og hans tænder var blevet farvet gule for at gøre ham mere ulækker. Snitsky angreb Bobby Lashley men blev i 2007 sendt tilbage til RAW.